# Paul H. Kocher
Paul Harold Kocher (* 23. April 1907 auf Trinidad; † 17. Juli 1998 in San Luis Obispo) war ein US-amerikanischer Anglist.

## Leben
Er schrieb ausführlich über die Werke von J. R. R. Tolkien sowie über das elisabethanische englische Drama, die Philosophie, die Religion und die Medizin. Zu seinen zahlreichen Veröffentlichungen zählen Studien von Christopher Marlowe und Francis Bacon sowie von J. R. R. Tolkien. Er verfasste auch Bücher über die franziskanischen Missionen im Kalifornien des 18. und 19. Jahrhunderts.
Der in Trinidad als Sohn deutscher Eltern geborene Paul Harold Kocher zog 1919 nach New York City und wurde später US-amerikanischer Staatsbürger. Schon in jungen Jahren besuchte er die Columbia University und studierte anschließend Rechtswissenschaften und Literatur in Stanford. Nach seiner Promotion lehrte er in den USA und in England und trat 1970 aus der Stanford University aus. Er erhielt Stipendien der Huntington Library, der Folger Shakespeare Library und der Guggenheim Foundation. 1973 gewann er den Stipendienpreis der Mythopoeic Society für Inkling-Studien für sein Buch Master of Middle-Earth.

## Schriften (Auswahl)
- Christopher Marlowe. A Study of His Thought, Learning and Character. Chapel Hill 1946, OCLC 879070536.
- Master of Middle-Earth. The Fiction of J. R. R. Tolkien. Boston 1972, ISBN 0395140978.
- California's Old Missions. The Story of the 21 Franciscan Missions in Alta California, 1769-1823. Chicago 1976, OCLC 462807816.
- Alabado. A Story of Old California. Chicago 1978, OCLC 254432822.

| Personendaten    | Personendaten                            |
| ---------------- | ---------------------------------------- |
| NAME             | Kocher, Paul H.                          |
| ALTERNATIVNAMEN  | Kocher, Paul Harold (vollständiger Name) |
| KURZBESCHREIBUNG | US-amerikanischer Anglist                |
| GEBURTSDATUM     | 23. April 1907                           |
| GEBURTSORT       | Trinidad                                 |
| STERBEDATUM      | 17. Juli 1998                            |
| STERBEORT        | San Luis Obispo                          |